# Калитов, Александр Владимирович
Алекса́ндр Влади́мирович Кали́тов (укр. Олександр Володимирович Калітов; род. 29 сентября 1993, Одесса) — украинский футболист, защитник и полузащитник

## Игровая карьера
Воспитанник ДЮСШ № 11 (Одесса). Весной 2011 года выступал в любительском чемпионате Украины за южненский «Реал-Фарм», в составе которого дебютировал 27 апреля 2011 года в матче против «Торпедо» (Николаев) (1:2). Всего за «Реал Фарм» провёл 5 игр в чемпионате ААФУ. С апреля 2012 года играл за молодёжную команду ФК «Одесса-2» в высшей лиге чемпионата Одессы. С июня 2012 года играл защищал цвета ФК «Одесса» в первой лиге чемпионата Украины. В профессиональном футболе дебютировал 14 июля 2012 года в матче одесситов против донецкого «Олимпика», выйдя на поле в стартовом составе. Быстрый, настырный, не боящийся борьбы и спортивной агрессии 19-летний крайний хав с первых туров выиграл борьбу за место в основе и в итоге поучаствовал во всех матчах летне-осенней части чемпионата.
В 2013−2014 годах провёл 25 игр в молодёжном составе донецкого «Металлурга». В феврале 2015 года стал футболистом одесского «Черноморца».
8 марта 2015 года провёл первый поединок в украинской Премьер-лиге, выйдя во втором тайме матча против луцкой «Волыни» вместо Артёма Филимонова. Уже в третьем матче за новый клуб футболист получил повреждение ноги, из-за которого выбыл из строя на полтора месяца. После восстановления от травмы до конца сезона играл преимущественно в молодёжной команде «моряков».
23 августа 2017 года перешел в одесскую «Реал Фарму».
23 июля 2019 года вернулся в винницкую «Ниву».

## Стиль игры
В апреле 2015 года Валентин Полтавец, тренировавший Калитова в ФК «Одесса», так охарактеризовал бывшего подопечного: «Помню Калитова цепким, очень целеустремленным и боевитым игроком. Дисциплина на высшем уровне. Пусть мы его наигрывали в защите — в центре и на фланге, он способен выполнять и функции опорного».